# Afroccidens polleti
Afroccidens polleti är en insektsart som beskrevs av Irena Dworakowska 1972. Afroccidens polleti ingår i släktet Afroccidens och familjen dvärgstritar. Inga underarter finns listade i Catalogue of Life.